# Jacksonville (Texas)
Jacksonville és una població dels Estats Units a l'estat de Texas. Segons el cens del 2005 tenia 15.868 habitants.

## Demografia
Segons el cens del 2000, Jacksonville tenia 13.868 habitants, 4.882 habitatges, i 3.358 famílies. La densitat de població era de 378,7 habitants/km².
Dels 4.882 habitatges en un 35,6% hi vivien nens de menys de 18 anys, en un 46,5% hi vivien parelles casades, en un 17,9% dones solteres, i en un 31,2% no eren unitats familiars. En el 27,7% dels habitatges hi vivien persones soles el 13,8% de les quals corresponia a persones de 65 anys o més que vivien soles. El nombre mitjà de persones vivint en cada habitatge era de 2,71 i el nombre mitjà de persones que vivien en cada família era de 3,28.
Per edats la població es repartia de la següent manera: un 29,2% tenia menys de 18 anys, un 12,1% entre 18 i 24, un 25,2% entre 25 i 44, un 17,9% de 45 a 60 i un 15,5% 65 anys o més.
L'edat mediana era de 31 anys. Per cada 100 dones de 18 o més anys hi havia 83,8 homes.
La renda mediana per habitatge era de 25.800 $ i la renda mediana per família de 31.176 $. Els homes tenien una renda mediana de 23.650 $ mentre que les dones 19.375 $. La renda per capita de la població era de 13.541 $. Aproximadament el 19,2% de les famílies i el 23,1% de la població estaven per davall del llindar de pobresa.

## Poblacions més properes
El següent diagrama mostra les poblacions més properes.